# 默登·拉尔·拉伊格尔
默登·拉尔·拉伊格尔（英語：Madan Lal Raigar，1967年8月16日—），印度外交官，現任印度駐剛果共和國大使，曾任印度駐漢堡總領事等職務。

## 经历
默登·拉尔·拉伊格尔生于1967年8月16日。
拉伊格尔在印度拉賈斯坦邦斯里马托布尔的政府高級中學完成學業，并在拉贾斯坦大学商业学院取得商业学士文凭。
1989年，拉伊格尔加入印度外交部，2007年，加入印度外事服务部。他曾在印度駐苏丹大使館、印度駐溫哥華總領事館、印度駐斯里蘭卡高級專員公署、印度駐阿聯酋大使館和印度駐吉达總領事館任職。在新德里的外交部總部，他曾在經濟司、行政司、美洲司和項目司工作。
2013年2月至2016年7月，任印度驻马达加斯加大使馆一等秘书和办公室主任。2016年8月11日至2020年12月15日，任印度驻汉堡总领事。之后，他在印度外交部发展伙伴关系管理司担任副司长。
2023年9月12日，拉伊格被任命爲下一任印度駐剛果共和國大使。2023年10月20日，就任印度驻刚果共和国大使。12月26日，拉伊格尔向刚果共和国总统德尼·萨苏-恩格索递交国书。

## 个人生活
他爱好音乐、体育、瑜伽和阅读。会讲印地语、拉贾斯坦语和英语。已婚，与妻子维姆拉·拉伊格尔（Vimla Raigar）有一子一女。